# Pallacanestro alla XXIII Universiade
Il torneo di pallacanestro della XXIII Universiade si è svolto a Smirne, Turchia, dal 10 al 21 agosto 2005.

## Medagliere
| Posizione | Paese               |   |   |   | Totale |
| --------- | ------------------- | - | - | - | ------ |
| 1         | Stati Uniti         | 2 | 0 | 0 | 2      |
| 2         | Serbia e Montenegro | 0 | 1 | 1 | 2      |
| 3         | Ucraina             | 0 | 1 | 0 | 1      |
| 4         | Australia           | 0 | 0 | 1 | 1      |
| Totale    | Totale              | 2 | 2 | 2 | 6      |